# غروب في الريفيرا الفرنسية (رواية)
غروب في الريفيرا الفرنسية هي إحدى روايات الروائية الأمريكية دانيال ستيل (بالإنجليزية Sunset In St. Tropez) وهي من الروايات الرومانسية.

## نبذة قصيرة
تدور أحداث الرواية عن مجموعة من الاصدقاء تساند واحداً منهم بعد أن فقد عزيزاً عليه ويقررون الذهاب لتمضية الصيف في الريفيرا الفرنسية كنوع من التجديد لحياتهم، وهناك تحدث الكثير من المفاجآت وتتغير حياتهم بصورة لم تكت متوقعة ليبدئوا بدايات جديدة.